# Людінггаузен
Людінгга́узен (нім. Lüdinghausen) — місто в Німеччині, знаходиться в землі Північний Рейн-Вестфалія. Підпорядковується адміністративному округу Мюнстер. Входить до складу району Кесфельд. Площа — 140,31 км2. Населення становить 24 810 ос. (станом на 31 грудня 2020).

## Назва
- Людінгга́узен, або Людінгха́узен (нім. Lüdinghausen) — сучасна німецька назва.
- Людінга́узен — спрощений запис.
- Люденгу́зен (нім. Ludenkhusen) — середньовічна назва.

## Історія
- Людінггаузени-Вольффи